# Resolution 1975 des UN-Sicherheitsrates
Die Resolution 1975 des UN-Sicherheitsrates ist eine Resolution, die der Sicherheitsrat der Vereinten Nationen am 30. März 2011 einstimmig beschloss. Sie beschäftigt sich mit der Situation in der Regierungskrise in der Elfenbeinküste 2010/2011.

## Inhalt
Konkret richtete sich der Beschluss gegen den ivorischen Ex-Präsidenten Laurent Gbagbo, seiner Frau Simone, den Generalsekretär der Präsidentschaft Désiré Tagro, den Vorsitzenden der Front Populaire Ivoirien Pascal Affi N’Guessan, sowie gegen den engen Gbagbo-Berater Alcide Djédjé. Sie wurden mit Reiseverboten belegt und ihr Vermögen sollte blockiert werden. Es wurde vereinbart, dass diese Sanktionsmaßnahmen nur durch den sofortigen Rücktritt von Laurent Gbagbos abgewendet werden können. Außerdem wurde den UN-Truppen in der Elfenbeinküste (ONUCI) die volle Unterstützung des Sicherheitsrates zugesagt und ein Ende der Gewalt gegen die Zivilbevölkerung gefordert. Zusätzlich formulierte die Resolution 1975 das Mandat der ONUCI, auf Wunsch der französischen Regierung, robuster. So wurde, die in den früheren Resolutionen gebrauchte Formulierung für einen Schutz der Zivilbevölkerung seien „alle notwendigen Mittel“ erlaubt, durch die explizite Erwähnung, dass bei der Anwendung schwerer Waffen gegen die Zivilbevölkerung die ONUCI zum Einschreiten autorisiert war, ersetzt.
Nach der Resolution 1975 ebenfalls explizit verboten war der Einsatz von schweren Waffen im Stadtgebiet.
Die Resolution 1975 wurde von Nigeria und Frankreich eingebracht.

## Motivation
Die französische Regierung erklärte, dass das in der Resolution 1975 formulierte „robustere“ Mandat der ONUCI aus verschiedenen Gründen beschlossen wurde: So sollte nicht der Verdacht entstehen, der Elfenbeinküste würde nicht der gleiche Schutz gewährt wie Libyen in der Resolution 1973 zum Bürgerkrieg in Libyen (2011). Außerdem sollte die Glaubwürdigkeit der ONUCI gestärkt werden und letztlich, und besonders wichtig, wurde sie verschärft um eine Entwicklung wie beim Völkermord in Ruanda zu verhindern.